# Кировский машзавод 1 Мая
АО «Кировский машзавод 1 Мая» («КМЗ 1 Мая») — машиностроительная компания в Кирове. Свою историю отсчитывает с 1899 года. Компания является крупнейшим в России и СНГ разработчиком и производителем железнодорожных грузоподъёмных кранов с гидравлическим и дизель-электрическим приводом, а также другой вспомогательной техники для железных дорог.

## История

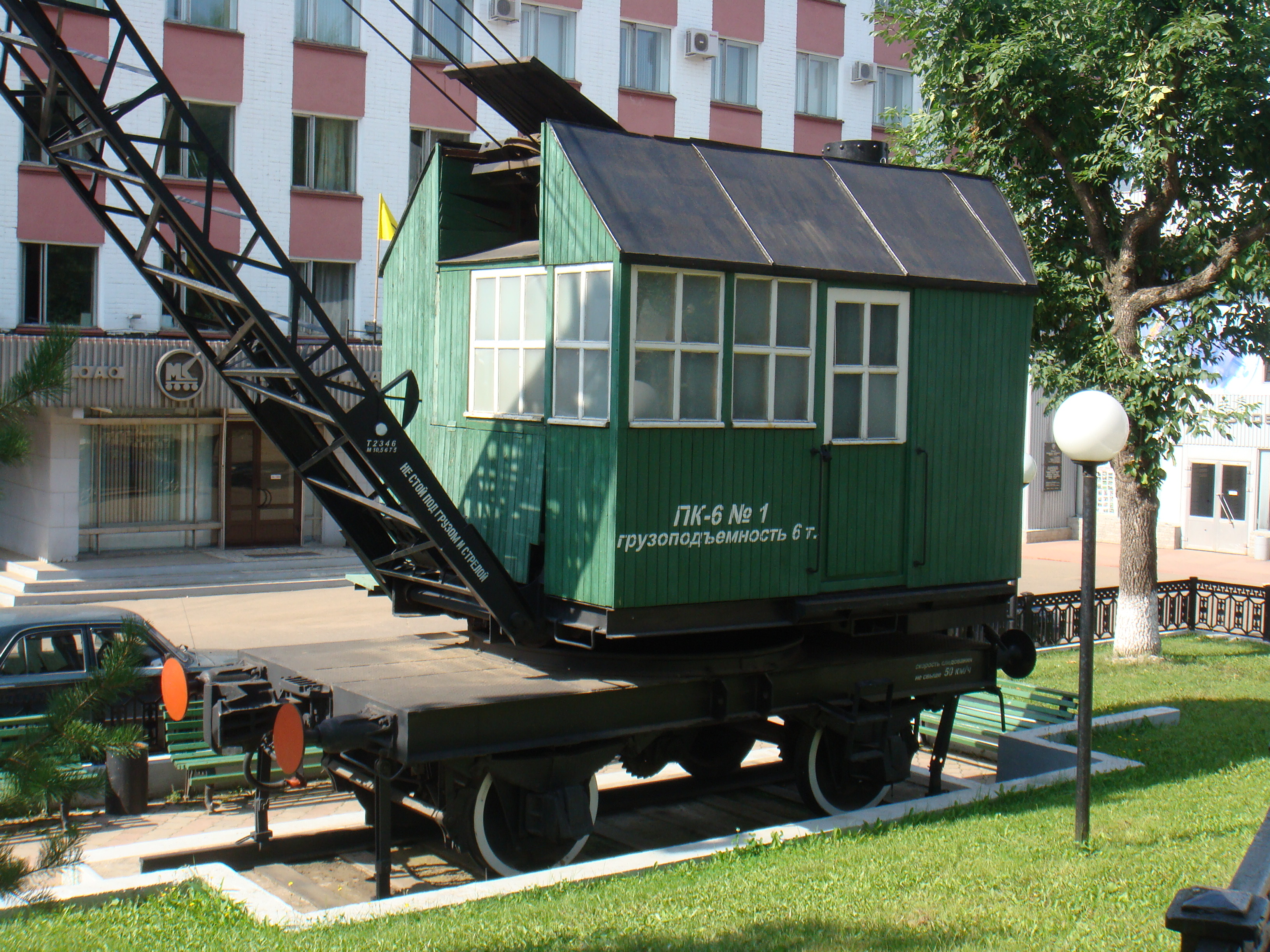
Кран ПК-6, установленный возле проходной завода

### Железнодорожные мастерские
Начало истории завода тесно связано со строительством Пермь — Котласской железной дороги. Для строительства вокзала этой дороги в Вятке в 1895 году был создан кирпичный завод. К 1899 году было запущено движение поездов и для содержания подвижного состава были построены Вятские главные железнодорожные мастерские. Именно с этого момента завод отсчитывает свою историю. Первоначально мастерские могли обслуживать 200–250 вагонов и 7–8 паровоз в год. Механизации в те времена не было, а потому труд был довольно тяжелым.

### Машиностроительный завод в советские годы
В 1929 году железнодорожные мастерские были преобразованы в машиностроительный завод, а уже со следующего года предприятию было присвоено имя «1 Мая». Первоначально задачей завода стало производство рудообогатительного оборудования и выпуск платформ узкой колеи. 
Однако впоследствии профиль работы начал меняться. В 1933 году завод стал осваивать выпуск комбайна для путевых работ. В 1934 году в производстве находились подъемные машины для железнодорожного транспорта. Оказавшись в ведении Министерства путей сообщения, предприятие начало выпускать железнодорожные краны, мощные домкраты и прессы. В 1936 году начался серийный выпуск парового грейферного крана.
Предприятие активно включилось в стахановское движение. Каждый год росли объемы производства, несмотря на нехватку кадров и финансирования.
В начале Великой Отечественной войны начинается выпуск гильз и сопл для «Катюш». Эвакуируемые заводы также позволили расширить производство. После получения части оборудования с эвакуируемого Одесского завода тяжёлого краностроения открылось производство крупных авиабомб. Также вслед за эвакуацией Коломенским машиностроительным заводом, организовано производство военной техники, в том числе и танков. Так, в 1942 году на заводе был собран первый танк Т-60, после был налажен их серийный выпуск. Помимо танков и «катюш» выпускались самоходные установки СУ-76, различные узлы для пушек, самолетов, танков, паровозов и железнодорожных кранов. Рабочие трудились по две смены, не отходя от станков.
В послевоенные годы завод перешел к производству железнодорожной техники, отвечая на возросший спрос на нее спрос в стране. В 1960-е годы было организовано производство дизель-электрических кранов КДЭ-15, шпалоподбивочных машин, роторных снегоочистителей и другой продукции. Объем производства, в сравнении с довоенным, вырос в десять раз.
Активно участвовал завод и в социальной деятельности – было построено немало жилых домов, открыт Дворец культуры, были решены вопросы с дошкольными детскими учреждениями.
В 1978 году на заводе введена ежегодная награда для передовиков производства – премия имени Героя Труда Г. Ф. Перова.

### ОАО «Кировский машзавод 1 Мая»
В 1992 году на базе арендного предприятия была создана компания ОАО «Кировский машзавод 1 Мая».
После упадка 90-х годов производство было вновь нарощено. В 2000-х годах завод осваивает выпуск новых типов железнодорожных кранов.
В 2012 году предприятие второй год подряд было признано лучшим российским экспортером в отрасли «Железнодорожные транспортные средства» и награждено Почетным дипломом конкурса «Лучший российский экспортер», ежегодно проводимого Министерством промышленности и торговли РФ при участии «Внешэкономбанка».
Система менеджмента качества предприятия сертифицирована на соответствии требованиям международного стандарта ISO 9001:2008.

## Деятельность
ОАО «Кировский машзавод 1 Мая» является единственным производителем дизель-электрических и гидравлических кранов на железнодорожном ходу на территории РФ, стран СНГ и Балтии, а также одним из крупнейших производителей путевых машин для строительства, ремонта и текущего содержания магистральных железных дорог и подъездных путей промышленных предприятий. Виды производства:
- Литейное;
- Кузнечно-прессовое;
- Заготовительное с оборудованием для газовой, плазменной, лазерной и гильотинной резки;
- Сварочное;
- Металлообрабатывающее;
- Сборочное;
- Окрасочное и гальваническое;
- Инструментальное.

### Сотрудничество
Основные деловые партнеры предприятия:
- железные дороги: ОАО «РЖД», АО «НК „Казахстан темир жолы“», ГО «Белорусские железные дороги», «Укрзализныця», ОАО «АК „Железные дороги Якутии“»;
- Министерство обороны РФ;
- проектно-конструкторские и научно-исследовательские организации: ПТКБ ЦП ОАО «РЖД», ОАО «ВНИИЖТ», ОАО «ВНИКТИ», ФБУ РС ФЖТ;
- крупные промышленные предприятия РФ и стран СНГ;
- дальнее зарубежье: «General Electric» (США), «Cummins» (США), «Lincoln» (Германия), «Voith» (Германия), «AGOP» (Италия) и т. д.

### Участие в модернизации тепловозов

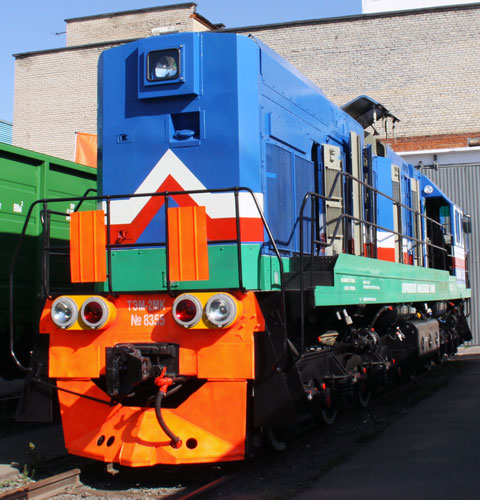
Модернизированный тепловоз ТЭМ2

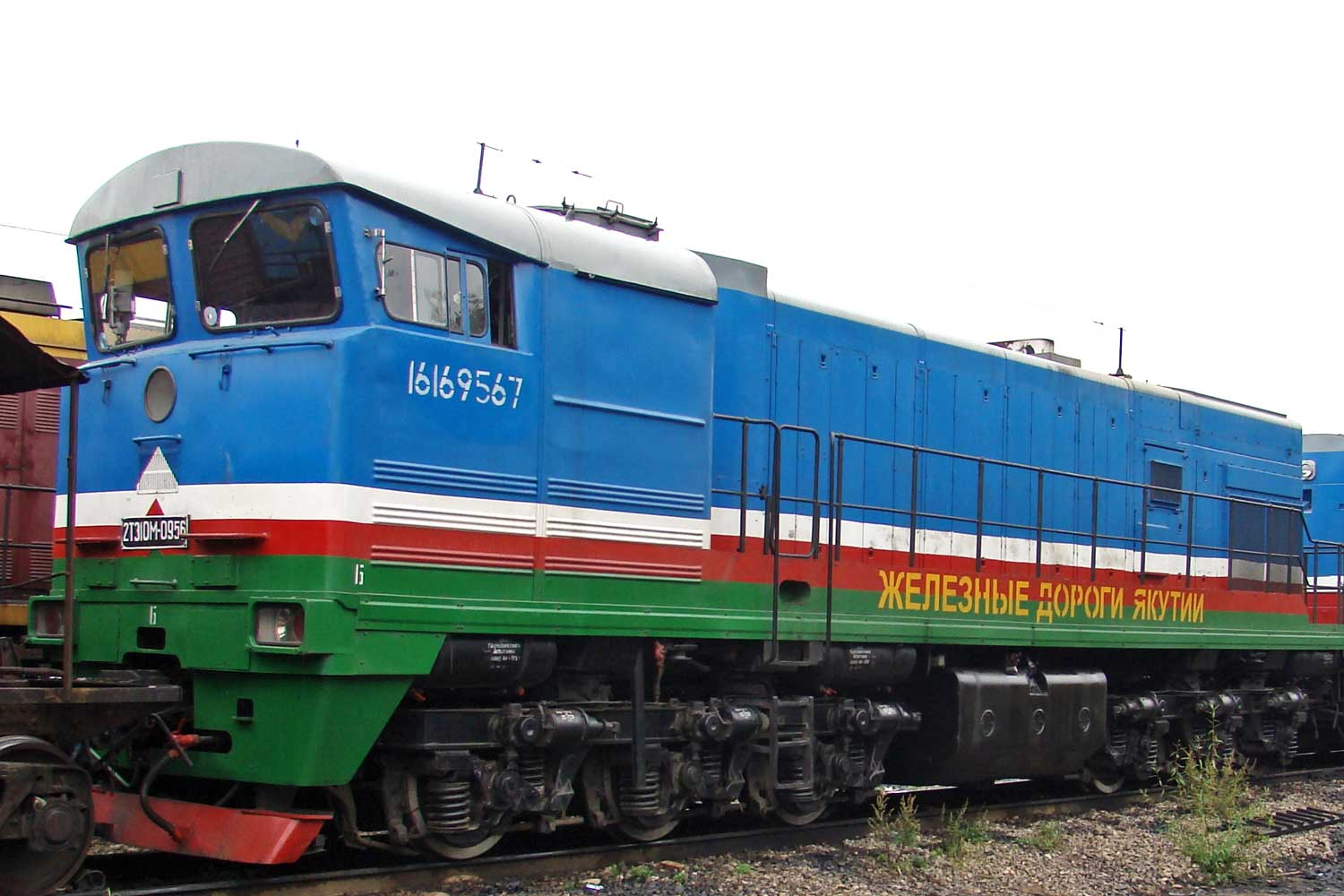
Модернизированный тепловоз 2ТЭ10МПGE

В 2007 году силами ОАО «АК „Железные дороги Якутии“» в городе Якутске была проведена I международная научно-практическая конференция «Модернизация тепловозов. Пути решения», в которой приняли участие ведущие специалисты со всего мира. По результатам конференции было решено начать модернизацию локомотивного парка «Железных дорог Якутии» с применением технологий General Electric. Местом проведения работ был выбран Полтавский тепловозоремонтный завод, и к 2010 году парк магистральных тепловозов 2ТЭ10 якутской компании был полностью модернизирован, после чего в городе Кирове была проведена II международная научно-практическая конференция «Современные технологии модернизации тягового подвижного состава для предприятий железнодорожного транспорта и частных операторов», в ходе которой была достигнута договоренность о модернизации парка маневровых тепловозов ТЭМ2 на базе «Кировского машзавода 1 мая». Модернизированные тепловозы проходят испытания для получения сертификата соответствия нормам безопасности.

## Продукция
- Краны на железнодорожном ходу:

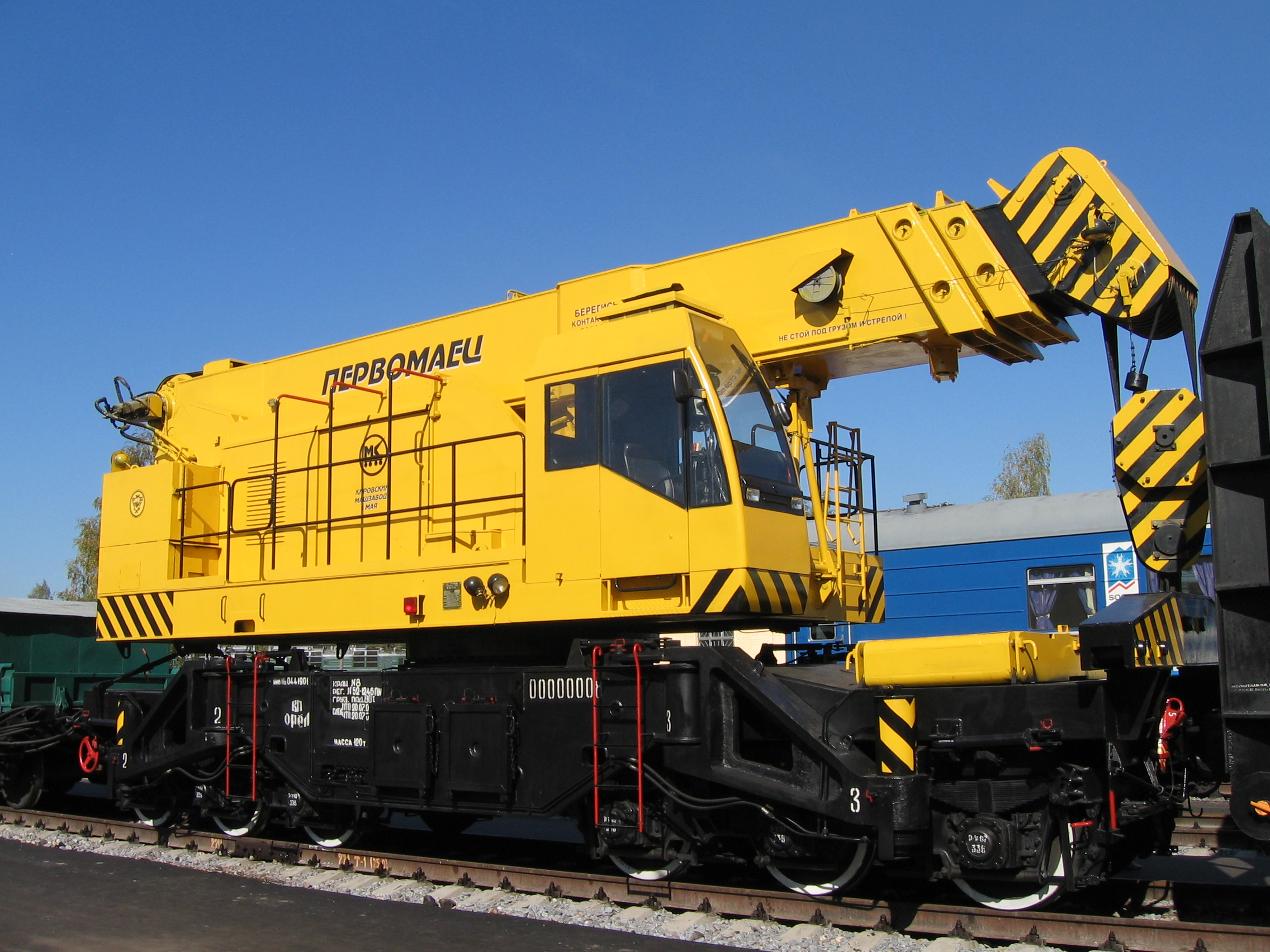
КЖ-971

  - дизель-электрические КЖ 462 (г/п 16 т), КЖ-562 (г/п 25 т), КЖ-662 (г/п 32 т), КЖС-16 габаритный (г/п 16 т);
  - гидравлические КЖ-971 (г/п 80 т), КЖ-1471 (г/п 125 т), КЖ-1572 (г/п 150 т);
- Машины для строительства, ремонта и текущего содержания железнодорожных путей: выправочно-подбивочно-рихтовочные машины ВПРС-05, ВПРС-03.3, ВПРС-03, ВПРС-02, ВПРС-П, машина для локальной выправки пути МЛП, самоходная моторная платформа МПД2, путеочистительная машина ПОМ1, кран железнодорожный укладочный КЖУ571;
- Поворотные круги для локомотивных депо веерного типа;
- Капитальный ремонт с модернизацией маневровых тепловозов серии ТЭМ2;
- Кран грузоподъёмный стреловой самоходный КС-8467.